# Naturschutzgebiet Tuffstein bei Büren
Das Naturschutzgebiet Tuffstein bei Büren mit 0,1739 ha Flächengröße liegt südöstlich von Büren und südlich der Landstraße L 549 im Kreis Paderborn. Das Naturschutzgebiet (NSG) wurde 1996 vom Kreistag mit dem Landschaftsplan Büren-Wünnenberg ausgewiesen. Das Gebiet ist seit 2004 auch als  FFH-Gebiet Tuffstein bei Büren (DE-4417301) geschützt.

## Beschreibung
Das NSG grenzt fast direkt an die Landstraße. Die Kalksinterquelle liegt in einem bergahornreichen Waldmeister-Buchenwald. Der vegetationsarme Quellmund mit nur wenigen Moospolstern bewachsen. Das Quellwasser ergießt sich über einen Sinterblock von rund vier Quadratmetern Ausdehnung und einer Höhe von über einem Meter. Der Sinterblock ist flächig von Cratoneuron commutatum einem pleurokarpen Laubmoos bewachsen. Zum Schutz der Kalksinterquelle bzw. zur Pufferung wurde ein ca. 25 m breiter Bereich des Buchenwaldes rund um die Quelle in die NSG-Abgrenzung einbezogen.
Der Tuffstein bei Büren ist mit seiner typischen Form, der optimalen Ausbildung der Moosvegetationstypen und der geschützten Lage im Buchenwald eine der am besten erhaltenen Kalksinterquellen im Naturraum Weserbergland. 
Zentrales Schutzziel des NSG ist der Schutz und die Erhaltung der Kalksinterstrukturen, der Vegetationsausprägung und des Wasserregimes der Kalktuffquelle.
Die forstwirtschaftliche Nutzung im unmittelbaren Umfeld des Sinterblocks ist verboten und im Einzugsbereich oberhalb der Quelle zu extensivieren.